# Powtoon
Powtoon es una compañía británica que vende software de animación basado en la nube (SaaS) (software como servicio) para crear presentaciones animadas y videos explicativos animados. El nombre "Powtoon" es una fusión de PowerPoint y la palabra «cartoon».
=